# Gaithersburg
Gaithersburg é uma cidade localizada no estado americano de Maryland, no Condado de Montgomery. Foi fundada em 1802, e incorporada em 5 de abril de 1878.

## Geografia
De acordo com o United States Census Bureau, a cidade tem uma área de 26,8 km², onde 26,4 km² estão cobertos por terra e 0,4 km² por água.

### Localidades na vizinhança
O diagrama seguinte representa as localidades num raio de 8 km ao redor de Gaithersburg.

## Demografia
Segundo o censo nacional de 2010, a sua população é de 59 933 habitantes e sua densidade populacional é de 2 268,65 hab/km². É a quarta cidade mais populosa de Maryland. Possui 23 337 residências, que resulta em uma densidade de 883,38 residências/km².